# Großsteingräber bei Kowalz
Die Großsteingräber bei Kowalz waren drei megalithische Grabanlagen der jungsteinzeitlichen Trichterbecherkultur bei Kowalz, einem Ortsteil von Thelkow im Landkreis Rostock (Mecklenburg-Vorpommern). Heute existiert nur noch ein Grab. Es trägt die Sprockhoff-Nummer 359. Die beiden anderen Anlagen wurden im späten 18. Jahrhundert zerstört.

## Lage
Grab 1 befindet sich etwa 1 km östlich von Kowalz auf einem Feld. Nach Aussage des Apothekers Stockfisch aus Zarrentin befanden sich die beiden 1792/73 zerstörten Gräber in unmittelbarer Nähe. Laut seinem Bericht standen alle drei Anlagen in einem leichten Bogen etwa 80–90 Schritt (etwa 60–70 m) voneinander entfernt. 2,8 km westsüdwestlich befindet sich das Großsteingrab Vilz.

## Beschreibung

### Grab 1
Nach Stockfischs Aussage besaß das Grab eine sandige Hügelschüttung mit einer Länge von 30–40 Fuß (etwa 9,5–12,5 m) und einer Breite von 16–20 Fuß (etwa 5–6 m). Beim Bau des Herrenhauses des Gutshofs Kowalz wurde das Grab 1792/93 zum Zweck der Gewinnung von Baumaterial stark zerstört. Von der nordwest-südöstlich orientierten Grabkammer sind nur noch zwei gegenüberstehende, in situ erhaltene Wandsteine der Langseiten, ein nach außen umgekippter Wandstein und ein verschleppter Deckstein vorhanden. Die ursprünglichen Maße lassen sich nicht mehr bestimmen. Ernst Sprockhoff vermutete, dass es sich um einen Dolmen handelt, Ewald Schuldt klassifizierte die Anlage hingegen als Megalithgrab unbestimmbaren Typs.

### Grab 2
Die Anlage besaß eine Hügelschüttung gleicher Art wie Grab 1. Über die Grabkammer liegen keine näheren Informationen vor. Das Grab wurde 1792/93 wohl vollständig abgetragen.

### Grab 3
Grab 3 besaß ebenfalls eine Hügelschüttung gleicher Art wie Grab 1. Über die Grabkammer liegen keine näheren Informationen vor. Auch dieses Grab wurde 1792/93 wohl vollständig abgetragen.

### Funde
Aus den Gräbern wurden mehrere Funde geborgen, ohne dass klar ist, zu welchem Grab sie gehören. 1792/93 wurden zwei Feuerstein-Beile, ein klöpfelförmiger Stein, ein Ring (wohl aus einer Nachbestattung) und mehrere Keramikscherben gefunden. Diese Gegenstände wurden dem Jägermeister von Gubkow übergeben, der sie dem Rostocker Museum vermachen wollte. Ihr Verbleib ist unklar. 1883 wurde dem Grossherzoglichen Museum zu Schwerin (dem heutigen Archäologischen Landesmuseum) eine Diorit-Axt übereignet, die aus einem „Hünengrab“ bei Kowalz stammen soll.